# Solen på himmelen slöt sina ögon
Solen på himmelen slöt sina ögon är en psalmtext av den norske 1600-talsprästen Petter Dass (1647-1707). Psalmen finns inte publicerad i någon publicerad svensk psalmbok.